# 메세스큰귀박쥐
메세스큰귀박쥐(Micronycteris matses)는 주걱박쥐과(신세계잎코박쥐류)에 속하는 남아메리카 박쥐의 일종이다. 페루의 토착종이다.

## 특징
작은 박쥐로 전체 몸길이가 66~69mm이고 전완장이 37.7~39.4mm, 꼬리 길이는 13~17mm이다. 발 길이는 11~12mm이고 귀 길이는 21.5~23mm, 몸무게는 최대 14g이다. 털이 길고, 대체로 짙은 갈색을 띤다. 주둥이가 가늘고 길다. 잎코가 잘 발달해 있다.

## 생태
자연적으로 형성된 구멍이나 왕아르마딜로가 파낸 구덩이 속에 은신한다. 먹이는 곤충이다.

## 분포 및 서식지
페루 북동부 로레토 지역의 단 한 곳에서만 알려져 있다. 해발 최대 150m 이하의 저지대 우림 일차림에서 서식한다.